# Thiazole (molécule)
Pour les articles homonymes, voir Thiazole.
Le thiazole est le composé chimique le plus simple du groupe des thiazoles, c'est-à-dire des composés hétérocycliques à cinq atomes dont trois de carbone, un d'azote et un de soufre. C'est un liquide jaune pâle, d'odeur proche de celle de la pyridine.